# La Leçon d'anatomie du docteur Tulp
Pour les articles homonymes, voir La Leçon d'anatomie (homonymie).
La Leçon d'anatomie du docteur Tulp (ou La Leçon d'anatomie du docteur Nicolaes Tulp ou La Leçon d'anatomie du professeur Tulp) est une peinture à l'huile sur toile de 169,5 × 216,5 cm réalisée par Rembrandt en 1632.
C'est le plus célèbre des portraits de groupe de Rembrandt, avec La Ronde de Nuit (1642). L'œuvre représente une démonstration anatomique sur les muscles du bras, par le professeur Tulp, devant des assistants animés par la curiosité et une crainte respectueuse.

## Historique et provenance
La guilde des chirurgiens d'Amsterdam est fondée en 1552, et la dissection des cadavres mâles est autorisée en 1555. Elle ne peut être faite que par un praelector nommé par la ville. Sa fonction est d'enseigner les apprentis-chirurgiens par un nombre annuel limité de dissections, dont une au moins est faite en public en théâtre d'anatomie,.

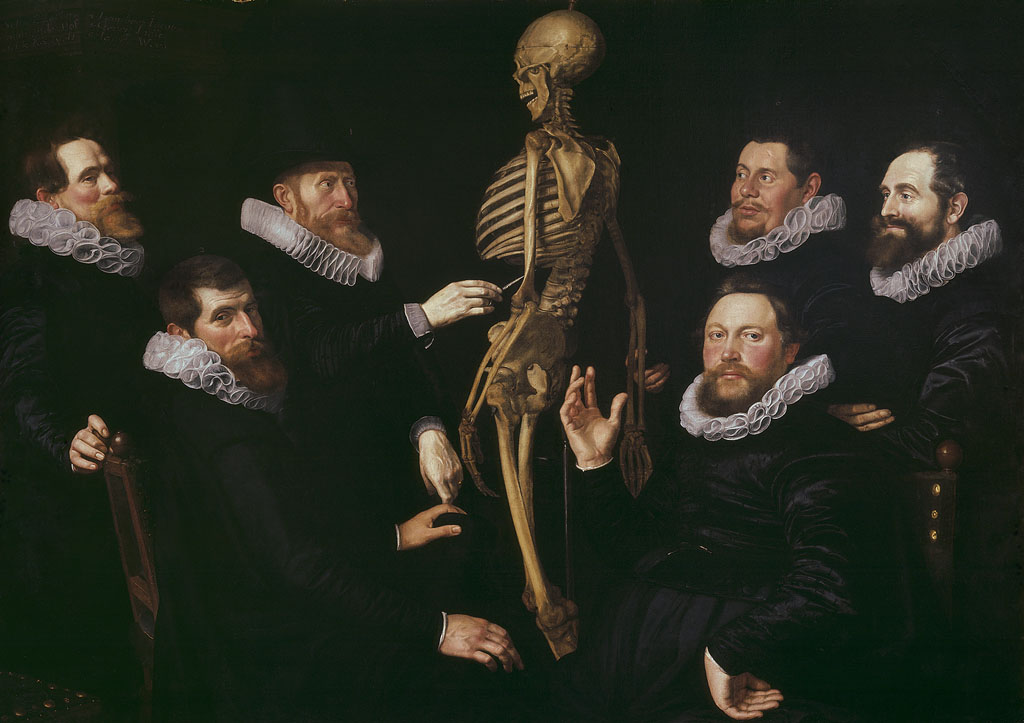
Un exemple du genre avant Rembrandt, La leçon d'anatomie du Dr Egbertsz (1619), par Nicolaes Eliaszoon Pickenoy, parfois attribuée à Thomas de Keyser.

À partir de 1603 (et jusqu'en 1758), la guilde commande des portraits de groupe autour du praelector. Ces portraits sont des mises en valeur, magnifiant la dignité des personnes, mais de façon plutôt statique. Les personnes paient pour être représentées, bien que le tableau reste la propriété de la guilde.
En 1632, la guilde des chirurgiens demande à Hendrick van Uylenburgh (1587-1661), marchand d'art et personnalité influente d'Amsterdam, de proposer un peintre pour le prochain portrait de groupe. Plutôt que choisir un peintre déjà établi, Uylenburgh désigne une « étoile montante », Rembrandt.
Pour le jeune Rembrandt, alors âgé de 26 ans, c'est sa première grosse commande, et son premier portrait de groupe. Il est aussi le premier à vouloir introduire du mouvement et un sens du drame (raconter une histoire) dans ce genre de peinture. Cette nouveauté ne peut être acceptée que s'il satisfait pleinement l'ego du principal commanditaire : Nicolaes Tulp (1593-1674).
Le tableau est resté la propriété de la guilde jusqu'en 1828, lorsque fut décidée sa vente publique au profit de la caisse des veuves de chirurgiens. Le roi Guillaume Ier fit empêcher cette vente et donna l'ordre d'acheter ce chef-d'œuvre pour son « cabinet royal de tableaux ». On peut maintenant le voir au Mauritshuis de La Haye.
Dans les années 1996-1998, la toile fait l'objet d'une nouvelle restauration, dont une analyse radiographique détectant une composition initiale et des modifications plus tardives effectuées par Rembrandt,.
Le tableau a fait l'objet d'une exposition organisée par le Mauritshuis (octobre 1998 - janvier 1999) intitulée « Rembrandt sous le scalpel ».

## Description

### Personnages
Le maître (personnage au chapeau) au-dessus du cadavre, est Nicolaes Tulp.
Les autres personnes composent les assistants à la leçon : Frans van Loenen (le plus haut dominant la scène), devant lui Jacob Block, et tenant une feuille Hartman Hartmanszoon, en dessous, les deux plus penchés Jacob de Witt (au-dessus de la tête du cadavre) et Mathijs Kalkoen. Les deux au premier rang à gauche sont Jacob Koolvelt de profil regardant Tulp, et Adriaen Slabraen qui tourne la tête pour regarder le livre,.
La radiographie aux rayons X a montré que Hartmanszoon et Koovelt étaient absents lors de la composition initiale et qu'ils ont été rajoutés par la suite,.
Le cadavre est celui d'un condamné à mort, Aris Kindt, de son vrai nom Adriaen Adriaenszoon, âgé de 41 ans, ou plutôt de 28 ans selon des études récentes. Kindt, ainsi surnommé pour sa petite taille (Kind = enfant en néerlandais), vient de Leyde où il a été condamné pour vols et agressions, et amputé pour cela de la main droite. Arrivé à Amsterdam, il récidive avec l'aide d'un complice afin de dérober le manteau d'un passant, mais en voulant l'empêcher de crier, il l'étouffe à mort. Arrêté, son interrogatoire se termine le 24 janvier 1632, et il est pendu le 31 janvier 1632.
Le corps de Kindt a été choisi pour la leçon d'anatomie (qui a lieu en hiver pour la conservation du corps), pour trois raisons : il s'agit d'un criminel exécuté (qui continue à payer sa dette, ce qui contribue aussi à son salut), d'un homme (Amsterdam n'autorise la dissection du corps féminin qu'à partir de 1684), et d'un étranger (non-citoyen de la ville).

### Scène
Le noir et le blanc, l'ocre et le gris, dominent en clair-obscur. On ne voit pas l'origine de la lumière, mais celle-ci éclaire les visages, les mains, et la plus grande partie du cadavre. Sa main gauche et son avant-bras disséqué attirent le regard par son alternance de teintes rouges et blanches (muscles, tendons et aponévroses).

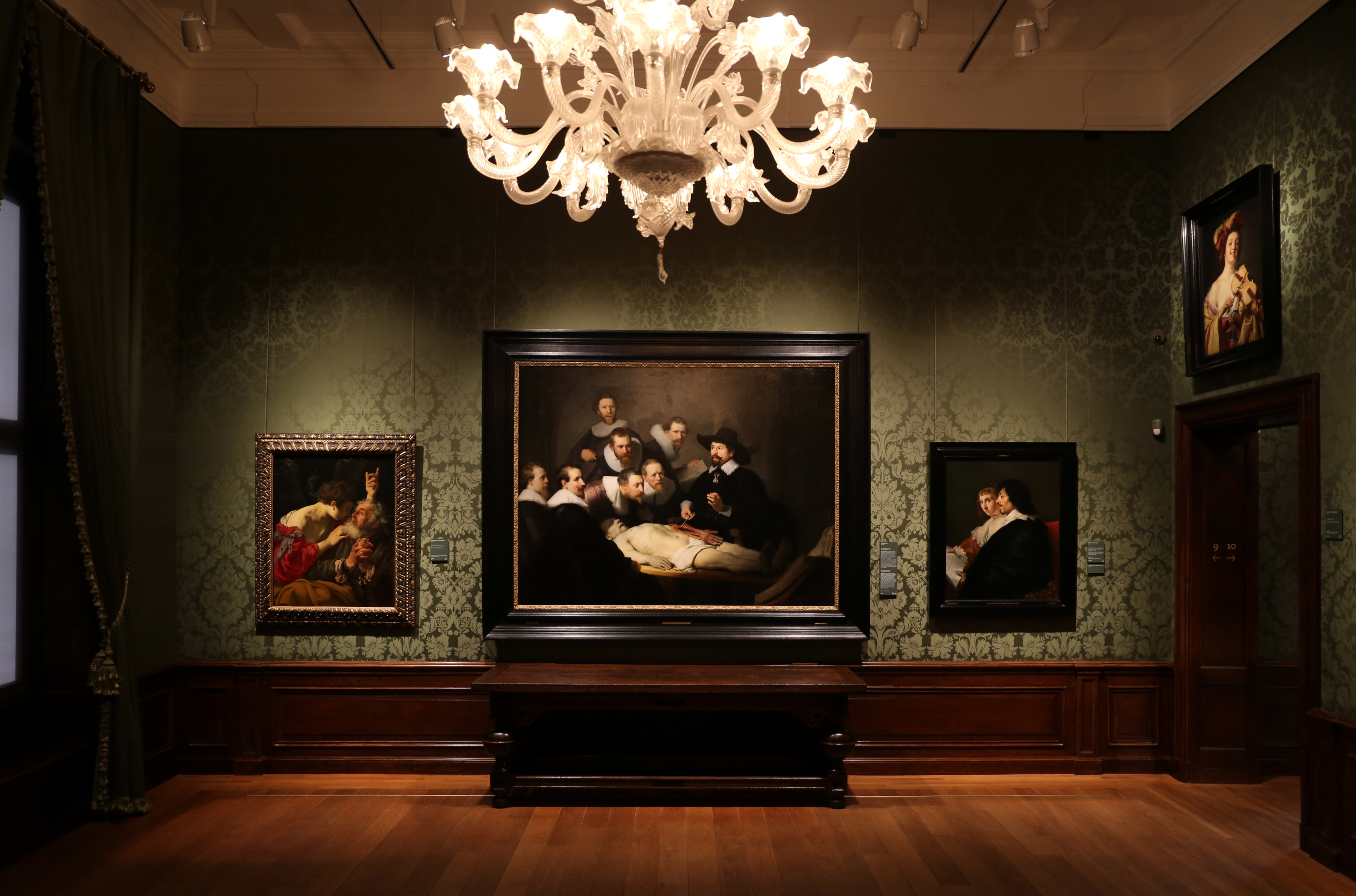
Le tableau tel qu'on peut le voir au Mauritshuis en 2017.

Le cadavre « le seul qui n'a pas payé pour être sur le tableau » occupe une place centrale inférieure, en diagonale. Ses pieds sont dans l'ombre, avec un livre ouvert (probablement d'anatomie) dans le coin inférieur droit du tableau. Des critiques estiment que ce livre d'anatomie pourrait être la Fabrica d'André Vésale (1514-1564), édition révisée de 1627 par d'Adrien van den Spiegel (1578-1625) avec des planches anatomiques de Giulio Casserio (1552-1616).
Le tableau s'organise en triangles et en losanges. La personne de Tulp forme en elle-même un triangle massif, qui s'impose et s'oppose, seul sur la droite du tableau, et seul à porter un chapeau. Tulp tient une pince de la main droite, exposant un muscle fléchisseur, et de la main gauche, il semble esquisser un mouvement,.
Les assistants forment aussi des triangles. Un triangle externe est celui des personnages droits qui semblent plutôt regarder soit le spectateur, comme une invitation à voir, soit le livre ouvert pour comparer ou vérifier. Une analyse aux rayons X a révélé que le personnage debout au dernier rang portait d'abord un chapeau, que Rembrandt a finalement enlevé.
Un triangle interne est celui des personnages penchés en avant, dont l'un masque la tête du cadavre, la laissant à moitié dans l'ombre. L'effet produit est un mouvement horizontal, fait de regards, de tensions, d'attentes ou d'attentions.

## Interprétations
Le tableau a fait l'objet de multiples analyses, commentaires et interprétations, parfois parfaitement contradictoires. Le fait que la toile ait été restaurée dans les années 1996-1998, et étudiée aux rayons X, n'a pas éteint les discussions, bien au contraire. Ces discussions portent sur le caractère réaliste (vérité historique d'une scène de dissection ? vérité anatomique du bras disséqué ?...) et sur le caractère symbolique (qu'a voulu signifier Rembrandt ?).

### Réalisme

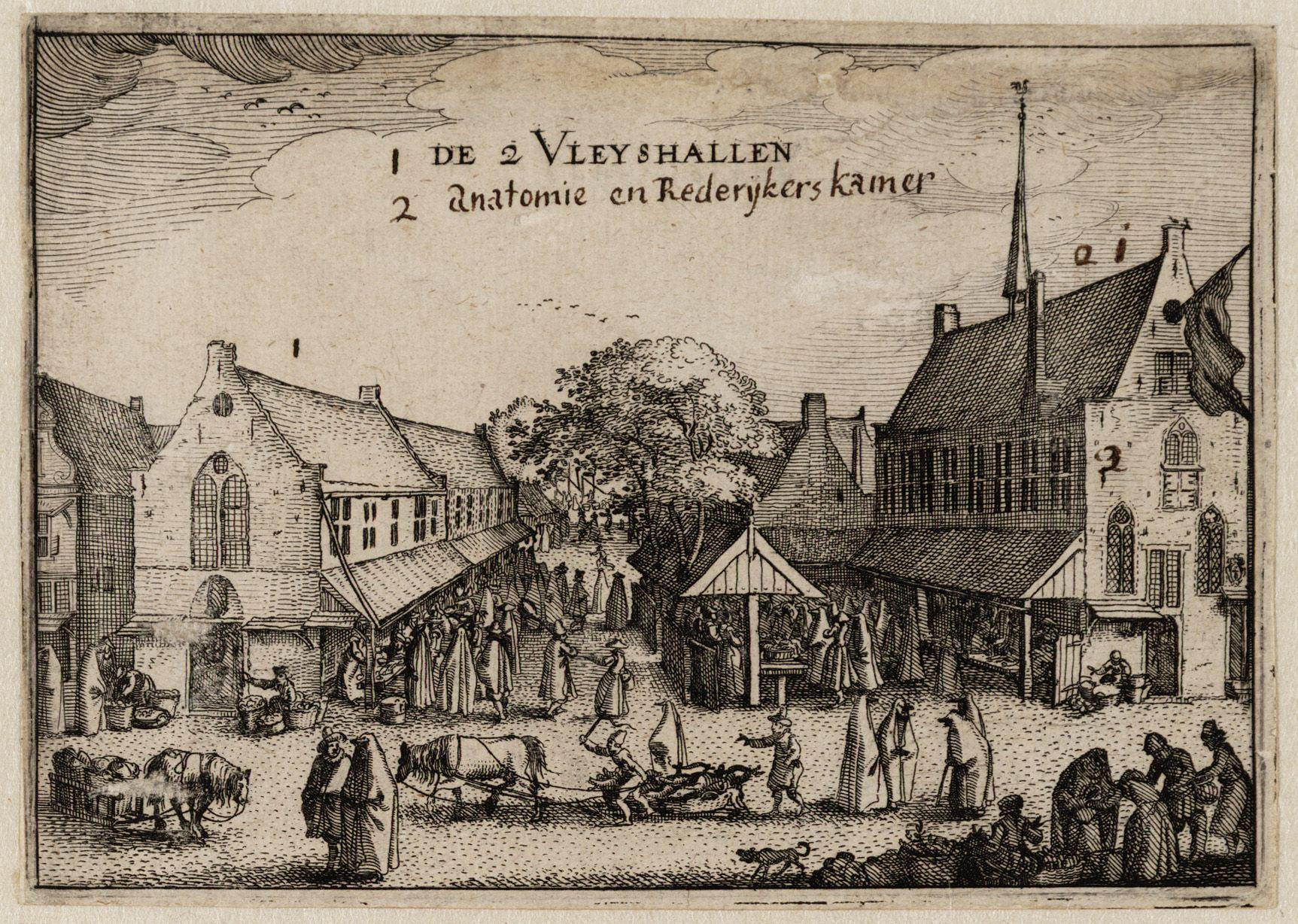
Les Halles d'Amsterdam en 1611. La leçon se serait déroulée au premier étage du bâtiment de droite.

La toile ne donne pas d'indications sur le lieu de la leçon, mais selon les spécialistes elle aurait eu lieu au premier étage de la Kleine Vleeshal (Petite halle aux Viandes) d'Amsterdam.
Selon les données historiques, une leçon d'anatomie à Amsterdam, dans la première moitié du XVIIe siècle, se déroulait en trois jours, en hiver, à la lueur de chandelles. Le premier jour était consacré à l'éviscération de l'abdomen et du thorax, le deuxième à l'étude de la tête et du cerveau, le troisième aux membres ; pourtant le cadavre parait intact alors qu'il s'agit d'une dissection d'un bras,.

#### Cadavre intact
Le cadavre lui-même parait réaliste, portant des marques de corruption comme un teint grisâtre ou une rigor mortis (rigidité cadavérique). Mais un examen plus attentif montre des anomalies : le bras droit du cadavre est beaucoup trop court, son thorax est proéminent de type pectus carinatum, et sa tête, dont on ne voit pas le cou, n'est pas dans l'axe médian de son corps.
L'analyse radiographique a montré que la main droite a été ajoutée dans un deuxième temps sur un moignon initial. Le condamné exécuté a eu la main coupée, les Pays-Bas de cette époque pratiquant une mutilation juridique (couper les oreilles, le pouce, ou la main). Quant à la malposition de la tête, ce n'est pas une anomalie en soi, si l'on fait remarquer que le cou est rompu après une pendaison.
Les critiques divergent sur les questions de savoir s'il s'agit de détails factuels (réalistes), ou de négligences (intentionnelles ou pas) de Rembrandt. En 2018, une étude suggère que le condamné présenterait des malformations génétiques du type syndrome de Silver-Russel.
Selon les auteurs, soit la scène de dissection est exceptionnelle (ou imaginaire), débutant par le bras pour les besoins du tableau ; soit Tulp et Rembrandt se sont accordés pour masquer les deux premiers jours en évitant les horreurs macabres d'un cadavre déjà dépecé, ce qui ne sera pas le cas dans La Leçon d'anatomie du docteur Deyman peint 24 ans plus tard (et qui correspond à l'ouverture du crane au deuxième jour).
Quelle que soit la vérité exacte de la scène et du cadavre, la personne et la gestuelle de Nicolaes Tulp sont mises en valeur.

#### Anatomie du bras
La question est de savoir si Rembrandt a voulu représenter une structure, ou montrer une fonction.

##### Structure
La représentation du bras disséqué fait l'objet de discussions serrées entre spécialistes, à propos de son exactitude. Ces discussions qui portent sur « les erreurs de Rembrandt » durent depuis des décennies et ne sont pas terminées. Les explications sont multiples : erreurs de perspective, copie d'après un traité et non d'après nature, etc.

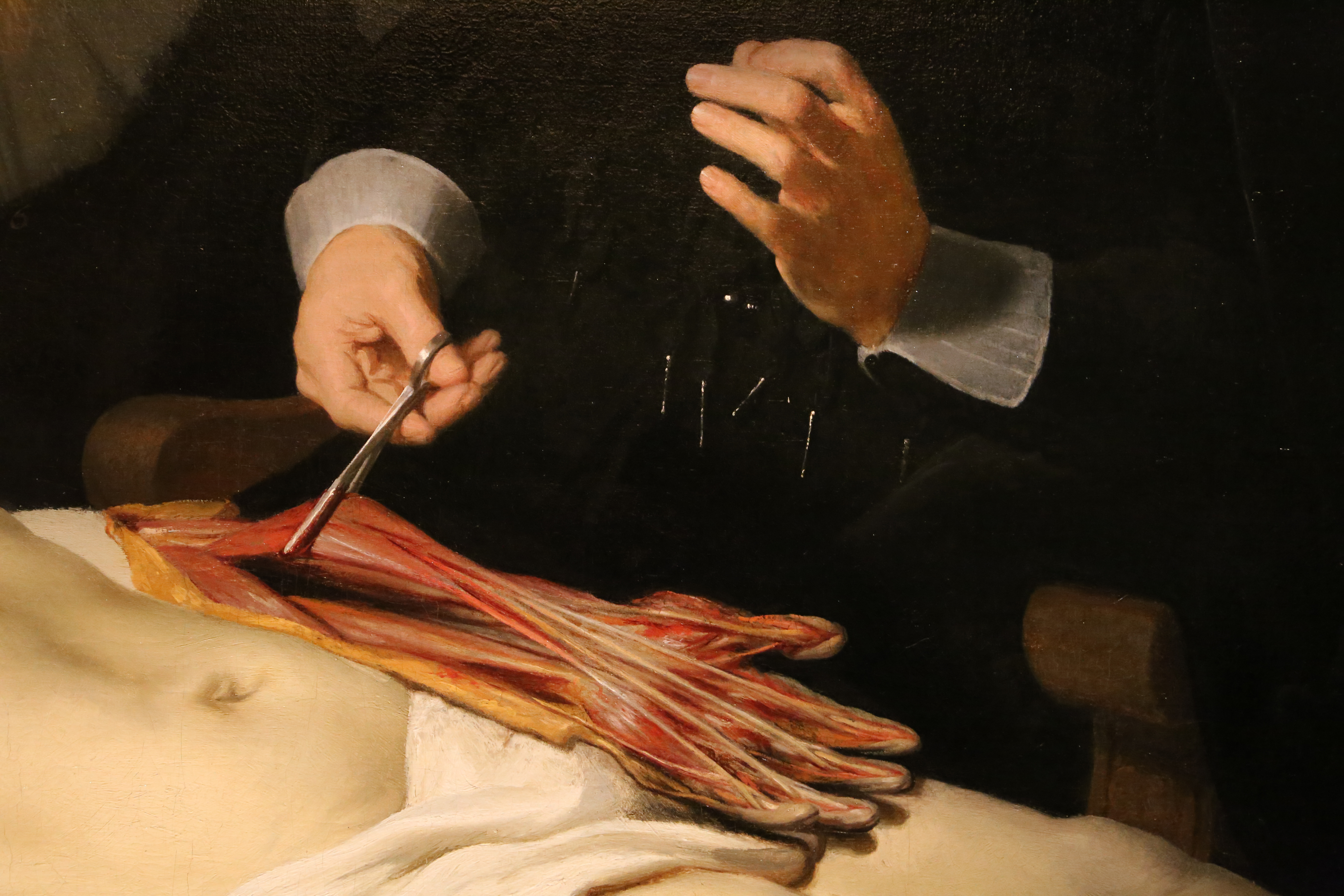
L'objet d'une discussion : anatomie, physiologie, ou mécanique divine ?

En 2006, à l'occasion du 400e anniversaire de la naissance de Rembrandt, une équipe de chirurgiens a cherché à reproduire sur le cadavre, la dissection telle qu'on la voit sur le tableau, avec des résultats mitigés. Ainsi il semble que des éléments du musculus flexor digitorum superficialis ne soient pas en bonne position ou mal insérés, que certains muscles n'apparaissent pas, de même la structure longitudinale blanche que l'on voit sur le côté de l'os cubital n'a pu être mise en évidence.
D'autres critiques exonèrent Rembrandt, en mettant en avant l'existence de variantes anatomiques toujours possibles (différences d'insertion, muscles accessoires, branches et trajets nerveux...),.
L'écrivain allemand W. G. Sebald propose dans son roman Les Anneaux de Saturne, que Rembrandt, loin de toute anatomie réelle, peint dans le bras gauche anatomisé en réalité le dos du bras droit laissé entier (en raison de la position du pouce gauche). Argument rejeté par les médecins historiens, car le bras gauche anatomisé serait ici tourné (en pronosupination), pour les besoins d'une démonstration non pas anatomique, mais fonctionnelle,.

##### Fonction
Le tableau ne serait pas une leçon d'anatomie, mais une leçon de physiologie. Rembrandt aurait parfaitement compris la leçon de Tulp qui consiste à démontrer l'anatomie fonctionnelle de la main par les muscles de l'avant-bras.
Rembrandt ne représente pas Tulp isolant ou exposant un muscle, comme sur une planche anatomique. Le tableau serait comme un instantané photographique ou un arrêt sur image : c'est l'instant où Tulp va exercer une traction pour provoquer un mouvement, mouvement qu'il annonce de sa propre main gauche, et qui va se produire : la flexion des doigts.

### Symbolisme
La symbolique du tableau fait aussi l'objet d'analyses différentes. Les uns se réfèrent à l'histoire des religions, aux sentiments religieux de Rembrandt, à sa vie et à son œuvre personnelle, d'autres se réfèrent à l'histoire des sciences, dans le contexte des débats intellectuels et scientifiques de son époque. Les premiers invitent à regarder le tableau de façon horizontale en se centrant sur le cadavre, les seconds à un balayage vertical se terminant sur la personne de Tulp.

#### Le disséqué comme image christique
La véritable opposition du tableau serait celle entre le cadavre et ceux qui l'entourent. Le corps torturé et nu du cadavre, à peine revêtu d'un pagne comme le Christ en croix, se situe dans une lumière centrale, alors que les chirurgiens sont en lourds vêtements sombres avec leurs fraises. Ils ont leurs plus beaux atours, car la leçon d'anatomie se termine traditionnellement par un banquet de fêtes.

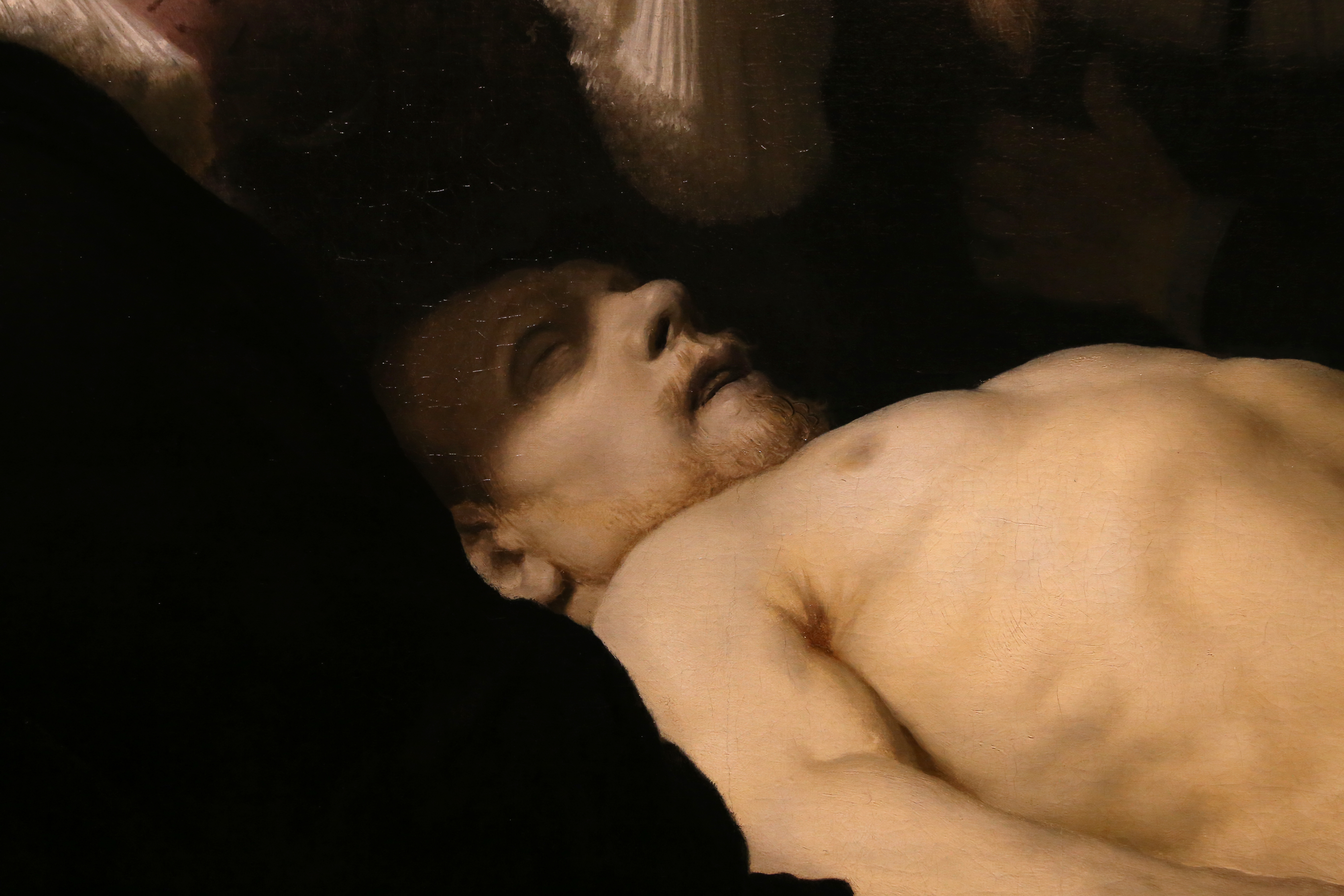
Le cadavre comme une personne.

Le cadavre serait l'objet d'un double tabou, de la vue et du toucher. Tous les personnages regardent dans de multiples directions, mais aucun ne voit le cadavre en son entier, les seuls qui le voient tel qu'il est, sont Rembrandt et ceux qui regardent le tableau. Personne ne touche le cadavre, sauf Tulp mais par l'intermédiaire d'une pince, et son geste de la main gauche est un geste d'évitement. Le personnage de premier rang se retient d'approcher du bord de la table, et celui qui est à droite de Tulp appuie sa main sur sa poitrine pour ne pas être au contact.
Cette Leçon d'anatomie contiendrait une ironie cachée de Rembrandt, celle d'un Rembrandt profondément calviniste qui croit au salut du pécheur par la grâce de Dieu. Rembrandt serait alors en empathie avec le cadavre violenté, pour nous inciter à voir Tulp comme un faux-christ, et son entourage comme des pharisiens (au sens péjoratif). Cette œuvre serait porteuse d'un malaise ou d'une ambiguïté, celle d'un Rembrandt partagé entre ses sentiments religieux personnels et la demande de son commanditaire. Elle serait en phase avec ses idées concernant la Justice des hommes, et la future mélancolie de la fin de sa vie.
Des critiques d'art ont fait remarquer que le nombril du cadavre avait la forme d'un R, ce qui ne serait pas un artefact, mais un marqueur intentionnel d'ironie de la part de Rembrandt, dont la signature se trouve en hauteur près de la tête du personnage supérieur. De même, la main droite surajoutée sur le moignon se présente avec des ongles soignés, et trois doigts qui se touchent, ce qui serait un témoignage poignant du respect et de l'empathie de Rembrandt pour le supplicié.

#### La science entre l'Homme et Dieu
D'autres critiques pensent au contraire que Rembrandt, par le cadavre quasi-intact dont les deux extrémités sont dans l'ombre, a voulu éviter que le regard s'y arrête, pour insister sur le bras disséqué, les mains et les regards. Dès lors, le tableau peut être interprété dans le contexte intellectuel et scientifique de son époque.

##### L'anatomiste et la main
Sur les frontispice des premiers ouvrages imprimés d'anatomie, l'auteur se présente comme un héros autoproclamé. Les premiers anatomistes modernes n'étaient pas modestes, ils perpétuent une idée de Virgile : le souvenir des hommes de génie et de vertu perdure à jamais, alors que tout le reste est périssable. Aussi tous les anatomistes se réfèrent à Vésale, qui se réfère lui-même à Aristote et Galien. Tulp est d'ailleurs surnommé de son vivant le « Vésale d'Amsterdam », avec qui il est en filiation directe puisque son maître Pieter Pauw a fait ses études à Padoue, l'université de Vésale.

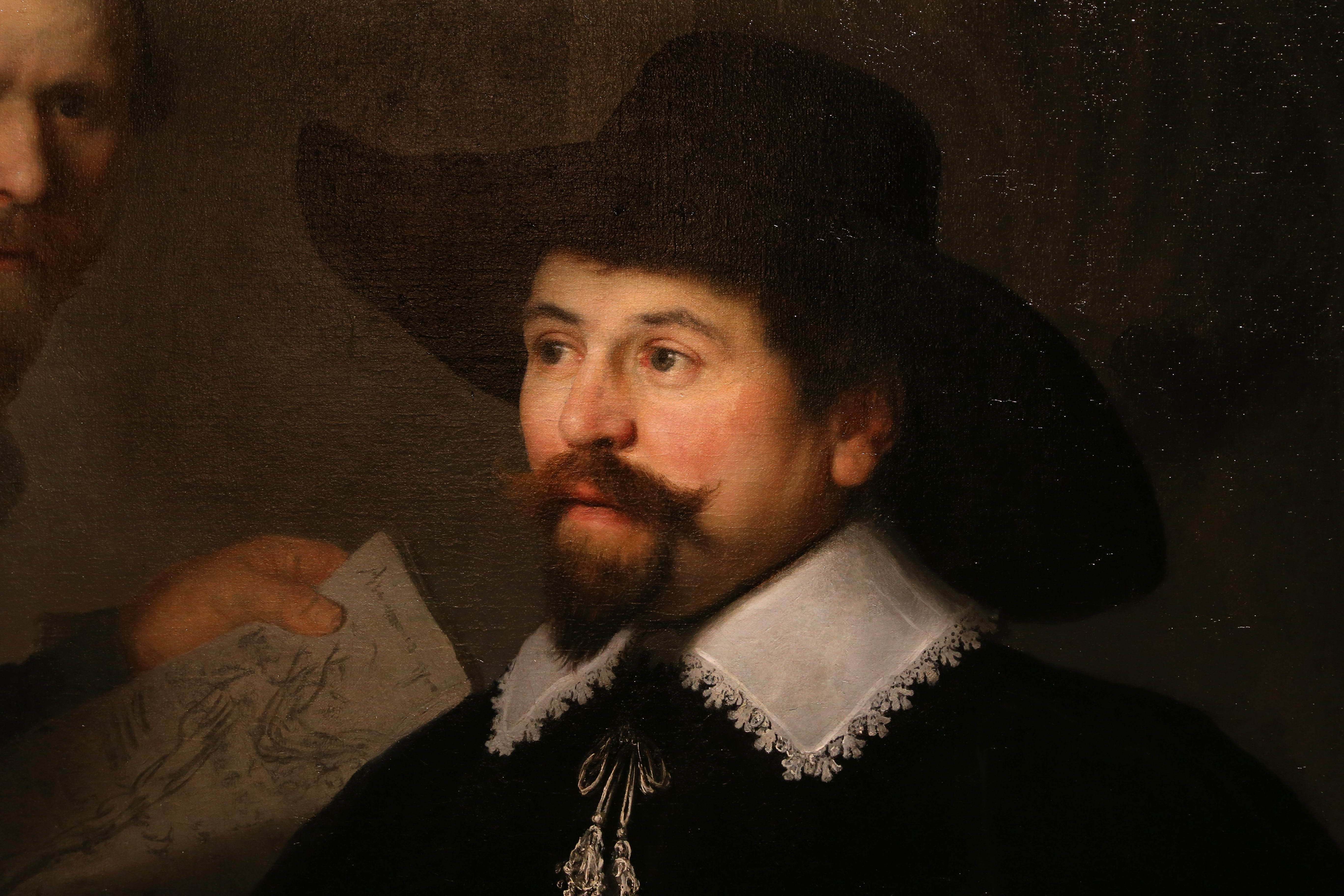
Visage satisfait et regard lointain du Maître, lors de sa démonstration qui est aussi révélation.

Le terme chirurgie contient la raçine cheira- la main. La main est « l'instrument des instruments » selon Aristote, et la préhension de la main a été célébrée par Galien comme une distinction de l'Homme. Vésale, dans un portrait de La Fabrica, se présente en empoignant un bras disséqué. Tulp lui même est un pionnier de l'étude des primates (publication sur l'homo sylvestris, probablement un chimpanzé plutôt qu'un orang-outan), il aurait compris que l'Homme se distingue aussi par l'opposition du pouce et des autres doigts,.
Tulp veut surpasser Vésale. Rembrand le met donc en valeur : comme Vésale, il tient et montre un bras disséqué, mais par l'intermédiaire d'une pince, et de façon dynamique démontrant la flexion des doigts. Pour les anatomistes, la dissection est une remontée du chemin de la création divine de l'homme. L'anatomie de cette période reste une anatomie philosophique dotée d'un sens moral et religieux. Le contexte est celui d'une époque marquée par Bacon, Descartes et Galilée. En médecine, une nouvelle connaissance du corps se base sur le mécanisme, en fait sur une mécanique divine, où l'on retrouve en l'Homme la création de Dieu, (un Dieu horloger dont on peut démonter les créations).

##### Dynamisme vertical
Selon Schupbach et les membres du Rembrandt Research Group, le tableau devrait être vu comme la démonstration par Tulp d'une merveille de la Création : la complexité de la main humaine. Le tableau se serait construit à partir de cette première étape, pour se terminer sur les derniers rangs de l'assistance (attitudes devant la révélation d'une vérité).
Schupbach propose de lire le tableau ainsi : le personnage supérieur au dernier rang nous regarde en désignant le cadavre de l'index, le regard s'abaisse et nous fait comprendre que l'homme est mortel (connais toi, toi-même), puis par le bras disséqué et la gestuelle de Tulp, le regard remonte jusqu'au visage illuminé de Tulp qui porte le regard au loin, pour nous faire comprendre la part divine (l'âme immortelle) qui est en l'Homme (connaitre l'homme, c'est connaitre l'œuvre de Dieu).

### Regards et visibilité

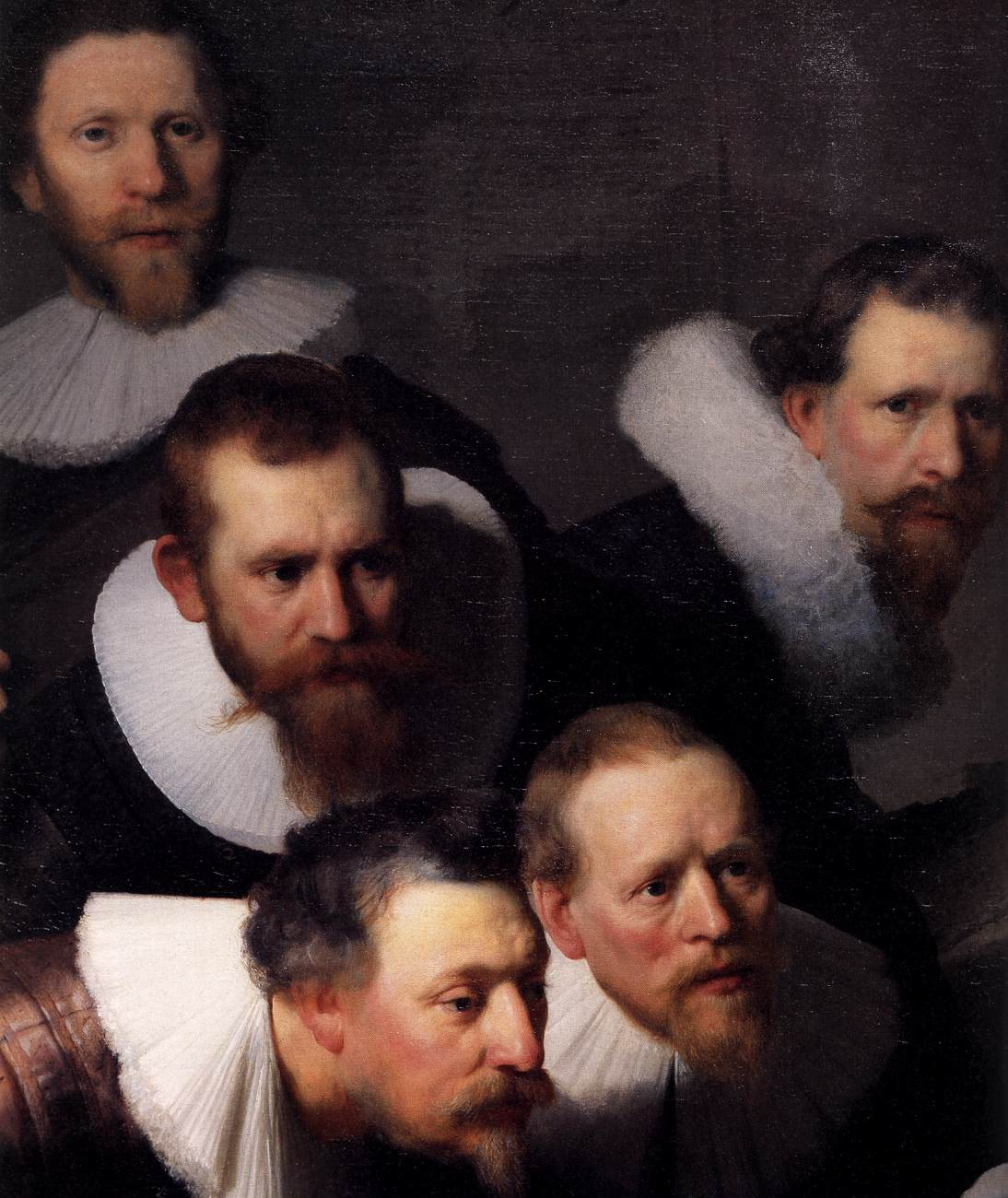
Chaque personnage a son propre regard, mais tous expriment la même crainte respectueuse devant la révélation : vérité du cadavre ? du livre ? du maitre ?

La scène serait un « théâtre social de la maitrise » (rapport des apprentis au maître). Le tableau de Rembrand peut être vu comme un témoin de l'atmosphère intellectuelle du XVIIe siècle, comme un point de bascule ou de rupture épistémologique. Cette bascule peut se voir dans les différents regards qui se portent vers l'ouvrage aux pieds du cadavre, vers le geste ou la figure de Tulp, ou sur le bras disséqué.
Les appréciations sur le niveau des détails rendus par Rembrandt diffèrent. Les uns insistent sur le fait qu'« il représente vraiment ce que la nature lui donne à voir » pour donner une explication rationnelle à toute anomalie apparente.
D'autres, rappellent la liberté et la variété de son style, et les contrastes internes à une même œuvre concernant la disparité des détails (dessin soigné ou grossier) « Il ne pouvait s'empêcher de procéder ainsi, et il se justifiait en disant qu'un tableau est terminé lorsque le peintre y a réalisé son intention » (Arnold Houbraken).
D'un point de vue pictural, le tableau serait centré sur un effet de miroir entre la main disséquée et la main qui dissèque. La Leçon d'anatomie traiterait d'une même pratique ambiguë, commune à l'art et à la science : l'essentiel ne serait pas de voir mais de percevoir l'intention de la main de l'anatomiste ou du peintre.
Comme pour les autres leçons d'anatomie qui suivront tout au long du XVIIe siècle, la question posée serait celle de la provenance de la vérité (vérité scientifique et vérité artistique), « s'il ne suffit pas d'en croire ses yeux, où se situe alors la vérité ?».
Ce tableau de Rembrandt « remet en question les certitudes fondamentales de la connaissance selon Michael Bockemühl, et nous fait prendre conscience des possibilités inépuisables de notre regard ». D'autres critiques estiment au contraire que cette œuvre illustre le début d'une utopie médicale : la croyance en une visibilité absolue de la maladie, tout entière dans l'imagerie, mais aveugle à ses dimensions psycho-socio-culturelles.
En 2014, une étude de neurosciences propose d'utiliser l'œuvre de Rembrandt et notamment la Leçon d'anatomie pour étudier l'imagerie cérébrale fonctionnelle des sujets contemplant le tableau, pour saisir le fonctionnement neurocognitif des amateurs d'art. La mise en abyme serait alors totale.

## Pastiches, références et détournements

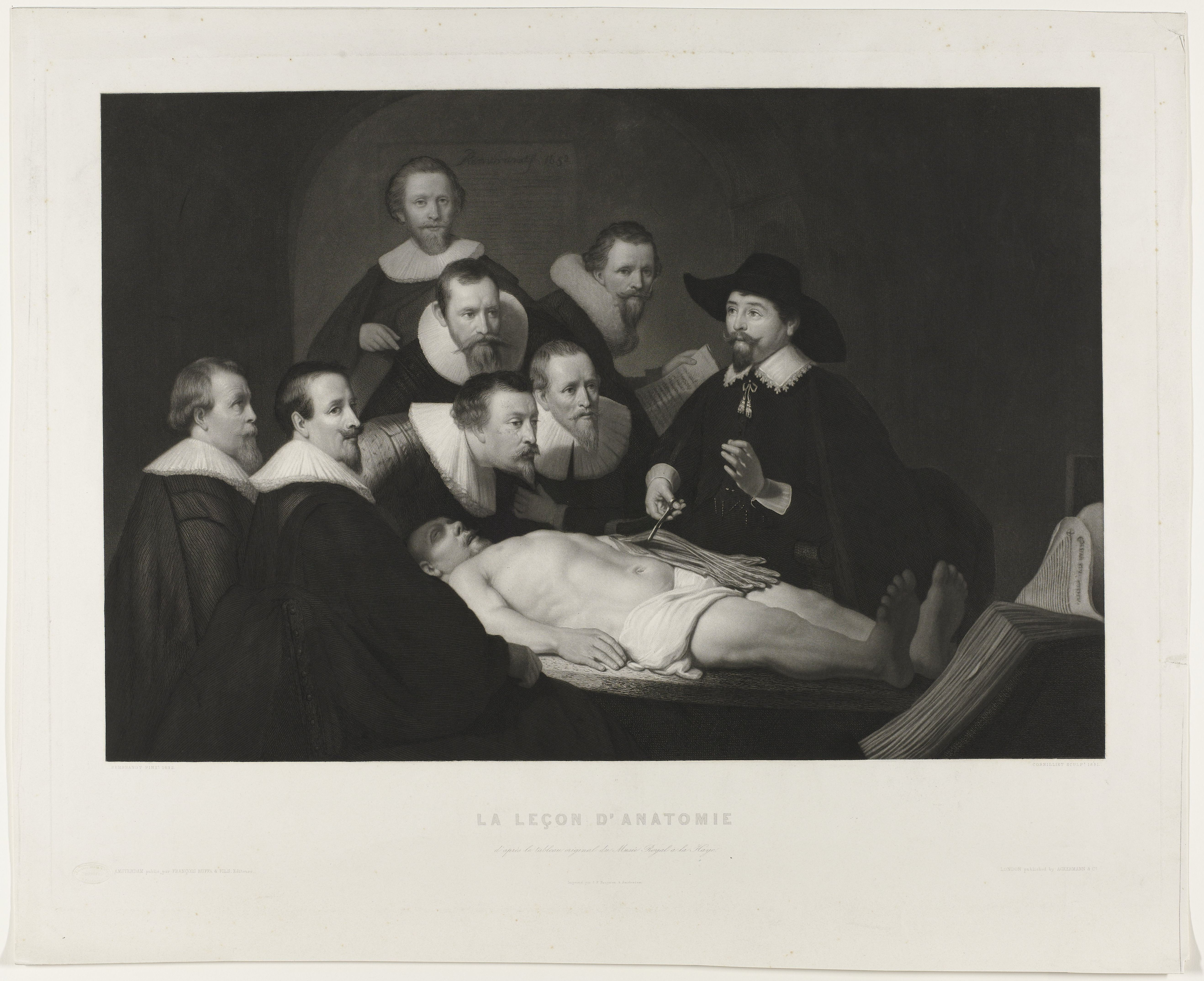
Comme beaucoup des œuvres de Rembrandt, le tableau a été reproduit en gravure par de nombreux artistes, comme c'est le cas avec cette manière noire de Jean-Baptiste-Alfred Cornilliet (1851, Rijksmuseum Amsterdam).

Dans l'œuvre du peintre péruvien Herman Braun-Vega, on trouve de nombreuses références à La leçon d'anatomie. En 1976, dans l'une des sept estampes de l'album Rembraun: Agressions, Mutilations et Faux, il lui juxtapose l'image de la dépouille de Che Guevara, établissant un parallèle iconographique entre les deux images qui expriment toutes deux l'attitude impitoyable des puissants face aux plus pauvres, que ce soit à l'échelle d'une cité au XVIIe siècle où d'un continent au XXe siècle. On retrouve la même juxtaposition dans l'une des deux estampes formant le diptyque qu'il réalise en étroite collaboration avec son ami l'écrivain Julio Ramón Ribeyro. En 1984, c'est sur une grande toile qu'il reprend La leçon d'anatomie pour en faire La leçon à la campagne, tableau dans lequel les bourgeois sont en partie remplacés par des personnages latino-américains de condition modeste, complices pour certains du remplaçant du docteur Tulp, un militaire en uniforme. Là encore il est question du Che dans ce tableau qui fait partie de la collection du Mémorial de l'Amérique Latine de Sao Paulo. Dans un registre plus léger et plein d'humour Braun-Vega reprend également la structure de La leçon d'anatomie pour faire le portrait de ses amis Odile et Robert Zantain. Odile, chirurgienne dans la vie, prend dans le tableau la place du Docteur Tulp. Mais au lieu de disséquer un cadavre, elle applique une compresse sur la cicatrice fraîche du ventre de l'Olympia de Manet allongée sur un lit d'hôpital, son mari Robert, un journal à la main, occupant la place d'un des bourgeois assistant à la scène. Dans La Leccion en el mercado..., le docteur Tulp se retrouve disséquant un poulet sur un marché péruvien devant le regard hilare de la marchande de volaille, comme s'il allait lui apprendre à découper un poulet. Ce tableau est une allégorie du grotesque des leçons administrées par le FMI aux pays du tiers-monde. Parmi les nombreuses reprises de La leçon d'anatomie par Braun-Vega, on peut encore citer Will we ever learn the lesson, dessin de 1999 déplorant une Histoire qui se répète faute d'en retenir les leçons et La leçon d'anatomie en 2012 ou elle est associée à La mort de Marat de David pour dénoncer une actualité sanglante à travers des transferts de coupures de presse.
En 2010, un artiste sud-africain, Yiull Damaso, a peint un pastiche de l'œuvre de Rembrandt, représentant plusieurs personnalités sud-africaines, principalement politiques, penchées au-dessus d'un corps représentant Nelson Mandela. Les personnes supposées assister à cette autopsie imaginaire sont : Desmond Tutu (ancien archevêque du Cap et ancien président de la Commission de la vérité et de la réconciliation, lauréat du Prix Nobel de la paix), Frederik de Klerk (dernier président blanc de l'Afrique du Sud), Thabo Mbeki (successeur de Nelson Mandela à la présidence de la République), Jacob Zuma (actuel président de la République), le syndicaliste Cyril Ramaphosa, Trevor Manuel, ancien ministre des Finances, Helen Zille, Premier ministre de la province du Cap-Occidental, ainsi que, dans le rôle du praticien officiant, le jeune Nkosi Johnson, célèbre enfant victime du SIDA, mort en 2001. Ce tableau, dont l'existence a été révélée à quelques jours du 92e anniversaire de Nelson Mandela, le 18 juillet 2010, provoque une vive émotion en Afrique du Sud, Jackson Mthembu, un porte-parole de l'ANC, parti au pouvoir, le condamnant notamment pour son « mauvais goût », son caractère « irrespectueux », et le fait qu'il soit « une insulte et un affront aux valeurs de notre société » (« It is in bad taste, disrespectful, and it is an insult and an affront to values of our society. »).
En 2016, l'historien de l'art et artiste conceptuel Jean-Marie Clarke publie un article dans le Journal of Artistic Research rapportant l'observation que le nombril du cadavre a la forme de la lettre majuscule R, donc l'initiale de Rembrandt. En 1632, Rembrandt a beaucoup travaillé sur la forme de sa signature, puisqu'il utilise au moins trois formes différentes : « RHL », « RHL-van Rijn » et « Rembrant », avant d'établir sa forme définitive en 1633 : « Rembrandt ». Selon Clarke, cette attention au signe graphique de son identité a inconsciemment conduit l'artiste à utiliser la forme de l'initiale R comme formule picturale : certaines compositions de cette époque, dont celle-ci et le Philosophe en méditation, en témoigneraient.[pertinence contestée]